# Nicci Berrevoets
Nicci Berrevoets (Haarlem, 7 november 2005) is een voetbalspeelster uit Nederland. Ze speelt als verdediger voor Telstar.

## Carrière
Berrevoets maakt deel uit van de jeugdopleiding van Telstar.
Op 1 oktober 2023 maakte Berrevoets haar debuut voor Telstar in de Vrouwen Eredivisie in een uitwedstrijd tegen Ajax door in de 81ste minuut in te vallen voor Lieke Vis.
Telstar maakte op 3 mei 2024 bekend dat Berrevoets vanaf het seizoen 2024/25 door zal schuiven naar de eerste selectie van de Witte Leeuwinnen.

## Statistieken
| Seizoen | Club    | Competitie | Competitie | Competitie | Beker | Beker | Overig | Overig | Totaal | Totaal |
| Seizoen | Club    | Competitie | Wed.       | Dlp.       | Wed.  | Dlp.  | Wed.   | Dlp.   | Wed.   | Dlp.   |
| ------- | ------- | ---------- | ---------- | ---------- | ----- | ----- | ------ | ------ | ------ | ------ |
| 2023/24 | Telstar | Eredivisie | 1          | 0          | 0     | 0     | 0      | 0      | 1      | 0      |
| Totaal  | Totaal  | Totaal     | 1          | 0          | 0     | 0     | 0      | 0      | 1      | 0      |

Bijgewerkt t/m 10 januari 2024.